# Zengő (hegy)
A Zengő a Mecsek legmagasabb hegye. Pécstől északkeleti irányban, a Kelet-Mecsek legkevésbé bolygatott tájain fekszik, magassága 682 méter. Nyugati szomszédja a Hosszúhetény fölé magasodó Hármashegy. Alkotó kőzetei a permi homokkő, a jura és triász mészkő. A hegy egyben Baranya vármegye legmagasabb pontja is.
Nevének ma már ritkán használt helyi ejtésváltozata Zöngő, középkori neve Vas-hegy. A lábainál elterülő mai és egykori települések: Hosszúhetény, Kisújbánya, Pécsvárad, Pusztabánya, Püspökszentlászló, Zengővárkony, Zobákpuszta. A Zengőalja régiót települések ennél jóval szélesebb körére szokták értelmezni.
A hegyhez népmondák, legendák, népszokások sora kötődik. Nevét a népmonda azzal magyarázza, hogy a hegy zúgását a belsejében rekedt kincskeresők kiabálása okozza, mások szerint a hegy erdein és völgyein zenélő szél hangja lehet a név eredete.
A Zengő oldalán, a híres zengővárkonyi szelídgesztenyésben van Rockenbauer Pál természetjáró, televíziós szerkesztő sírja. Ez az ország egyik legnagyobb és leghíresebb szelídgesztenye ligeterdeje, több száz éves példányokkal.

## A kilátó

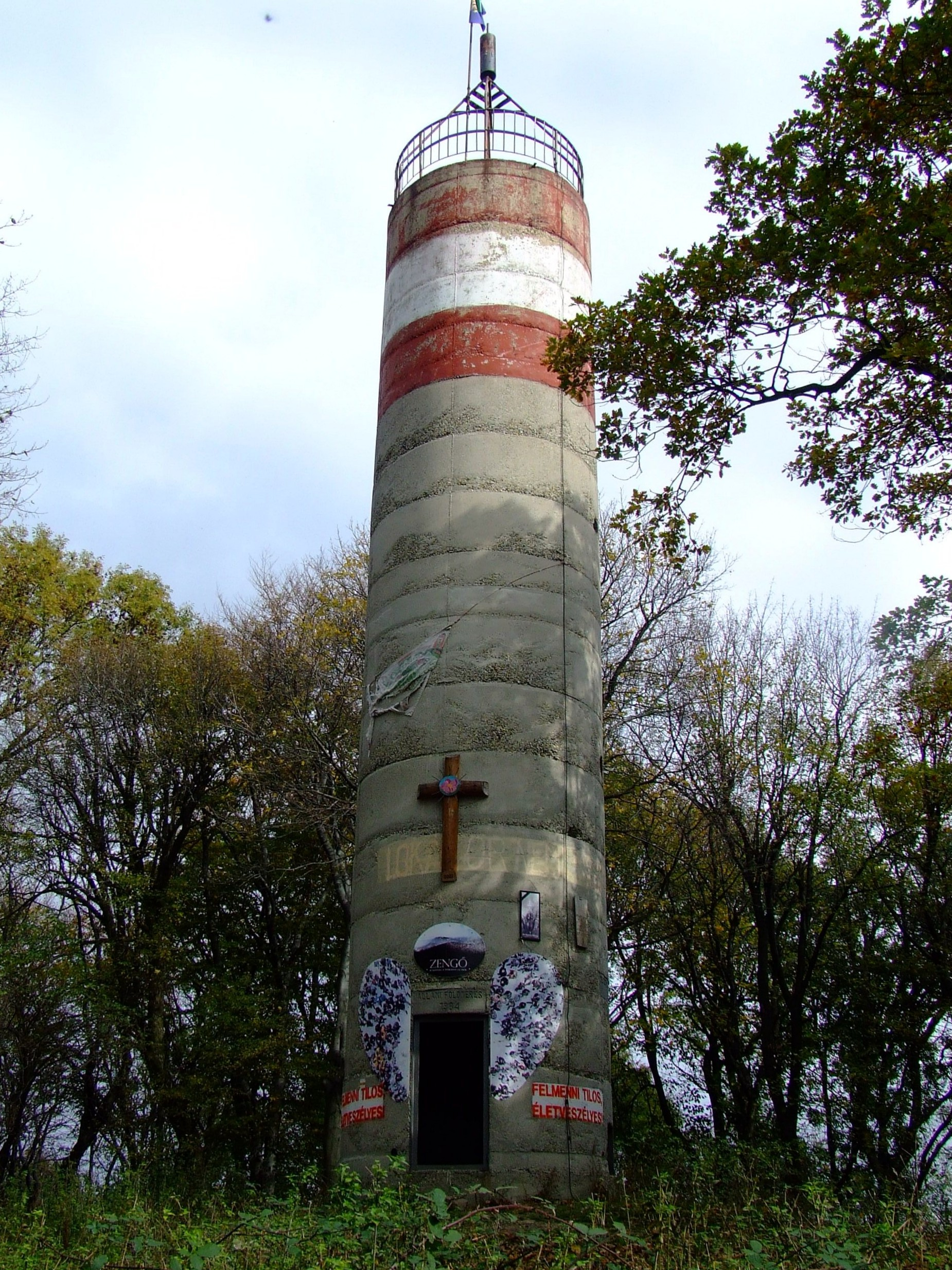
A beton mérőtorony a Zengőn (2010)

A Zengőre a Dunántúli Napló cikke alapján először 1960-ban terveztek kilátót építeni, majd 1973-ban az első magyar turista egyesület megalapításának centenáriumán került újra napirendre a téma. A "Centenáriumi kilátó" alapkő-letétele november 7-én történt. Végül a kilátó nem épült meg.
A Zengő csúcsán 35 éven keresztül 17 méter magas beton kilátótorony volt található. 1984-ben az Állami Földmérési Hivatal építtette mérőtoronynak, a következő évben a Mecsekvidéki Idegenforgalmi Bizottság támogatásával turisták fogadására alkalmassá tették, 1985. április 4-én a nagyközönség előtt is megnyitották. A torony tetejéről ritka szép panoráma nyílik a Dunántúl déli részére. A mérőtorony turisták általi használatát a 2000-es évektől kezdve életveszélyre hivatkozó felirat tiltotta, egy ideig az ajtaja is le volt lakatolva.
2019 végén kezdték építeni az új kilátót, mely a beton mérőtorony köré épült, és acélszerkezetes lett. Az új kilátó 7 db háromméteres szintből áll, így néhány méterrel a mérőtorony magasságát is meghaladja. A kilátót 2020 júliusában adták át. Az acélszerkezetes kilátó összesen 22 méter magas, és 112 lépcsőfok vezet fel a tetejére.

## A Zengő-vár

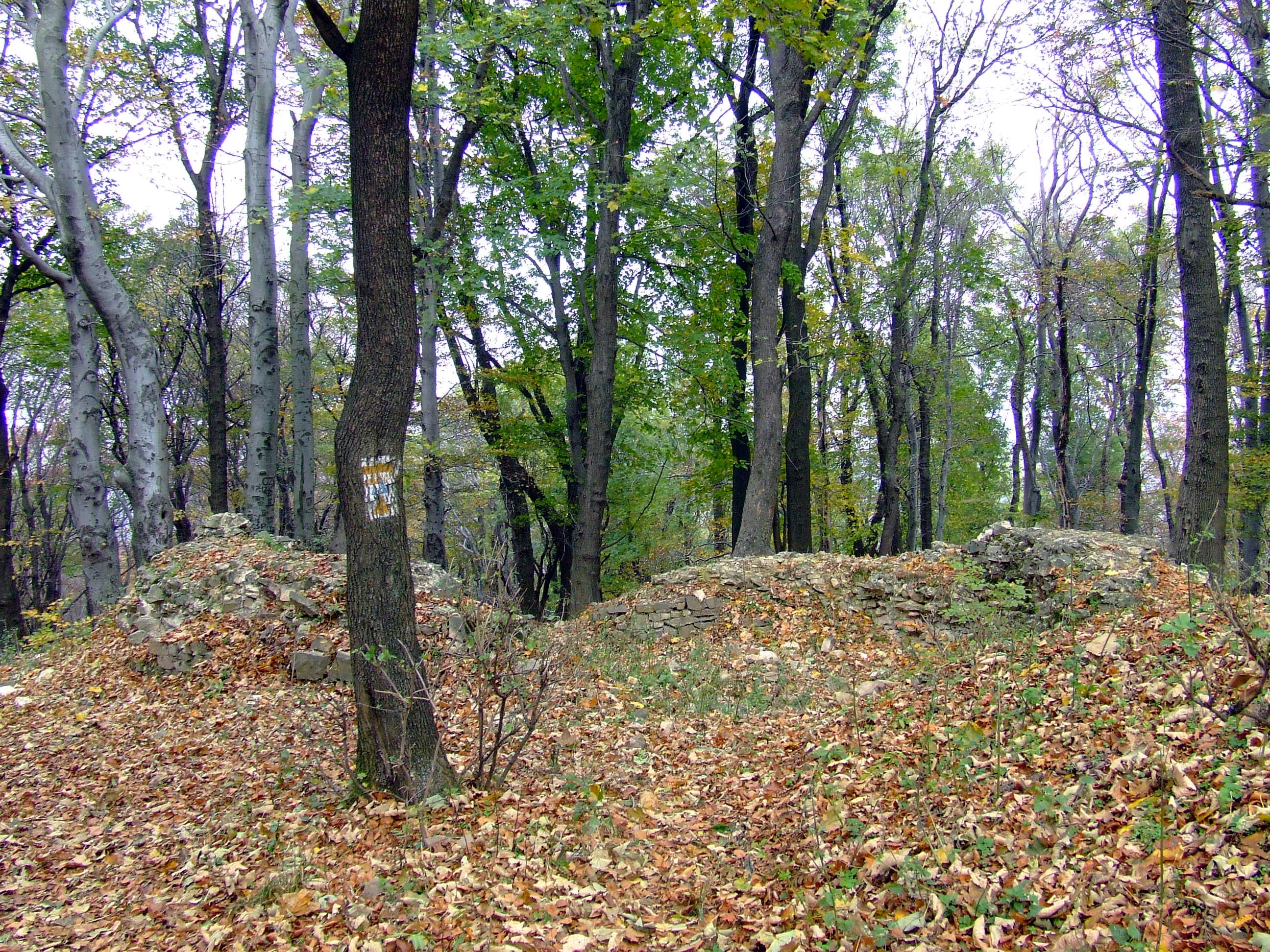
A Zengő-vár romjai

A kilátótól alig száz méterre látszanak a Zengő-vár romjai. A környékbekiek Miklós-vár néven is ismerik. Hozzá és a Magyaregregyhez közelebb fekvő Máré-várhoz kapcsolódik Máré vitéz és Miklós vitéz tragikus legendája. Máré vitéz elment csatázni, a hosszú távolléte miatt az őt elveszettnek gondoló fiatal felesége megcsalta a szomszéd Miklós-vár urával, akitől leánya is született. A lány már felserdült mikor Máré hazatért, és mérgében mindkét várat rommá ágyúztatta, a párt és a 12 kádnyi aranykincset is betemették a romok. Mindenki elpusztult de a vétlen lánynak a nép fantáziája egy különös túlélést biztosított: száz évente egyszer van mód rá hogy kiszabadítsa valaki, akinek meg kell csókolnia háromszor a szörnyekké változó lányt és akkor a kincs is az övé lesz.
Néha magát a csúcsot is Zengő-vár néven említik. A vár a hegytető ovális platóját valamikor majdnem teljesen elfoglalta. Körben – kivéve a déli oldalt – meredek hegyoldalak vannak.
Első tudományos felmérését 1992-ben Nováki Gyula és Sándorfi György készítette el (korábban, a 20. században kincskeresők ástak kutatógödröt).
Mára már alig láthatóak a középkori vár romjai, (az itt talált edénytöredékek 13. századiak), de a szakemberek szerint már a rómaiak katonai őrhelyet építhettek ezen a stratégiai fontosságú helyen. Kárpáti Gábor régész 1994-ben római bronzfibulát talált a Zengő-várnál. A hegy lábától nem messze húzódott a római korban a fontos aquincumi út, Hosszúhetény határában római villát tártak fel, a falu területén pedig római kori pénzeket találtak.
A sziklába vágott árokkal és sánccal is körülvett középkori várat valószínűleg a tatárjárás után építhették, teljes területe 105×70 méter, az árkon belüli terület 75×45 méter volt. Egyetlen, háromszintesre tervezett lakótornya volt, 15 méteres külső átmérővel és  2,5 méter vastag fallal.
A Zengő-vár maradványait megtekintette Kitaibel Pál, a vidék élővilágának első részletes leírója is, amikor országjárása során, 1799 szeptemberében erre járt, és igazi botanikusként meg is jegyezte, hogy körülötte dúsan nőtt az aranyos fodorka és az édesgyökerű páfrány.

## Élővilága

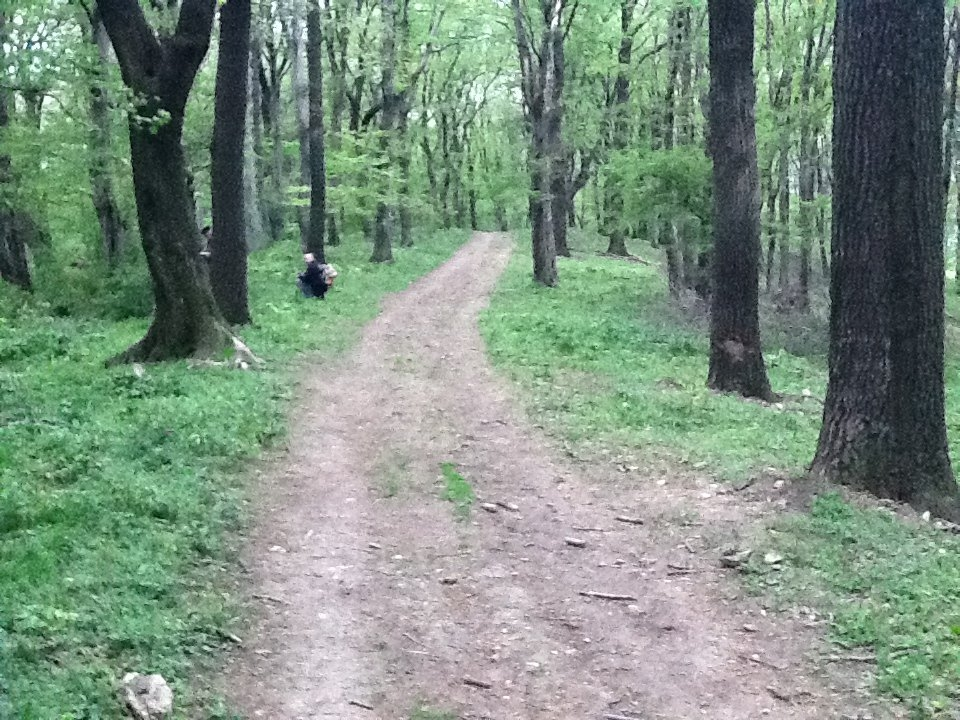
A hegy derekán, Hosszúhetény felé

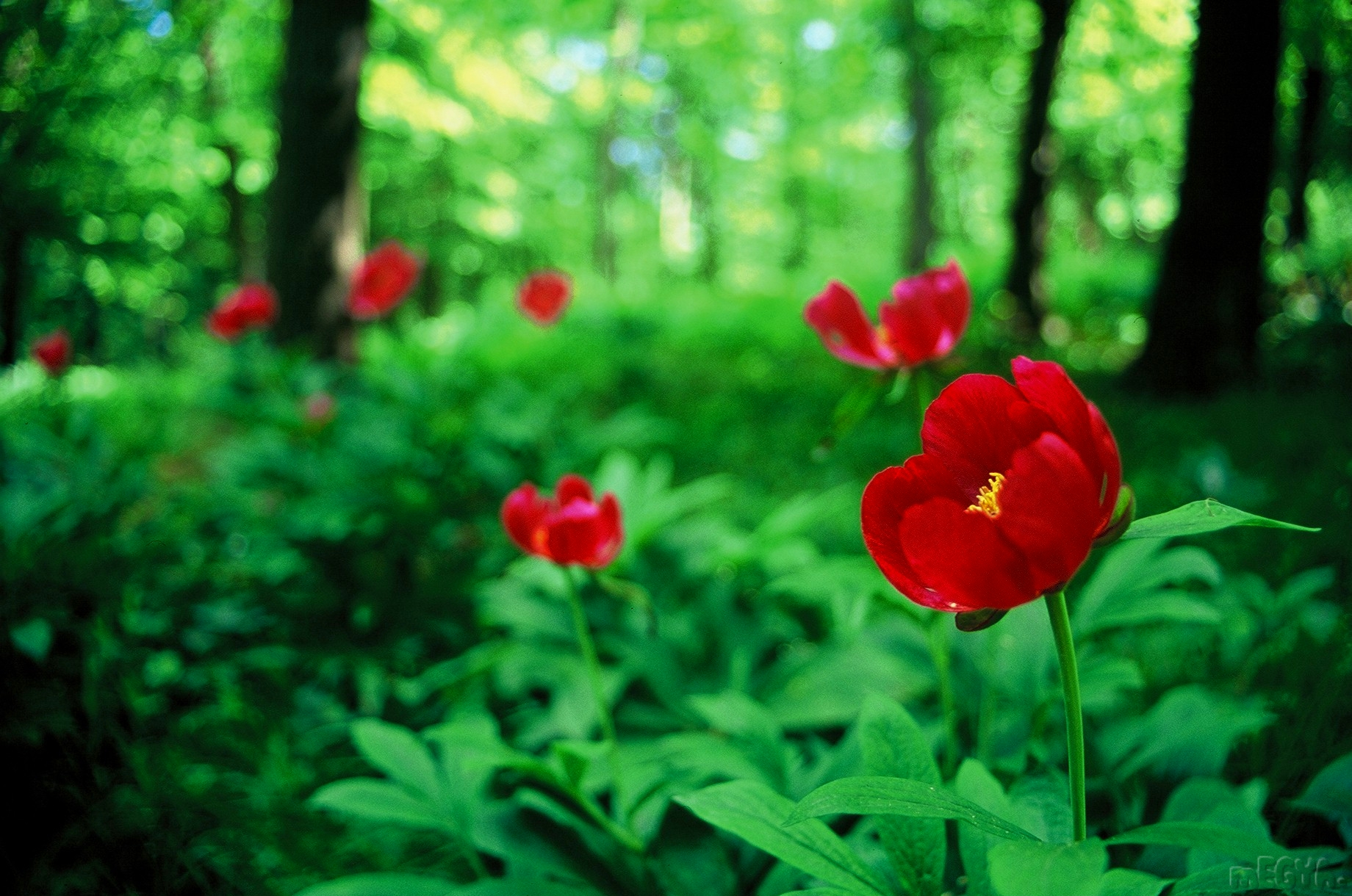
Bánáti bazsarózsa (Paeonia officialis ssp. banatica)'

A vidék mediterrán és kontinentális hatásokat ötvöző, a zárt völgyekben és lankákon speciális jegyeket mutató, szubmediterrán jellegű mikroklímája ritka növénytársulásoknak ad otthont. A Zengő lankáin terül el az 1977 óta védett Kelet-Mecsek Tájvédelmi Körzet. A növényi egyedszám a déli, délnyugati lejtőkön nagyobb, ahol a mészkő éjszaka kisugározza a napközben összegyűjtött hőt, így az éjszakai lehűlés kisebb.
Itt él például a ritka, védett bánáti bazsarózsa (Paeonia officialis ssp. banatica) egyedeinek mintegy kilencven százaléka, a majomkosbor (Orchis simia), a baranyai peremizs (Inula spiraeifolia), az arany baraboly (Chaerophyllum aureum), az olasz müge (Asperula taurina) és a mecseki varjúháj (Sedum neglectum ssp. sopianae). Védett különlegességek a leánykökörcsin, a nagyezerjófű és a magyar zergevirág.
Erdőtípusai: hársas törmeléklejtő-erdők, lejtő sztyeppek, karszt-bokorerdők, molyhos-tölgyes szálerdők, szurdokerdők, gyertyános-tölgyesek, éger ligetek, tölgy, kőris, szil ligetek, mészkerülő tölgyes, mészkerülő bükkös.
Az egykori püspöki uradalom erdejeit bükk, kocsánytalan tölgy és gyertyán alkotja, akadnak itt kétszáz év körüli példányok is. A püspökszentlászlói oldalban található a püspöki nyaraló arborétuma. Vadaskertjét az első világháború után a megszálló katonák megsemmisítették.

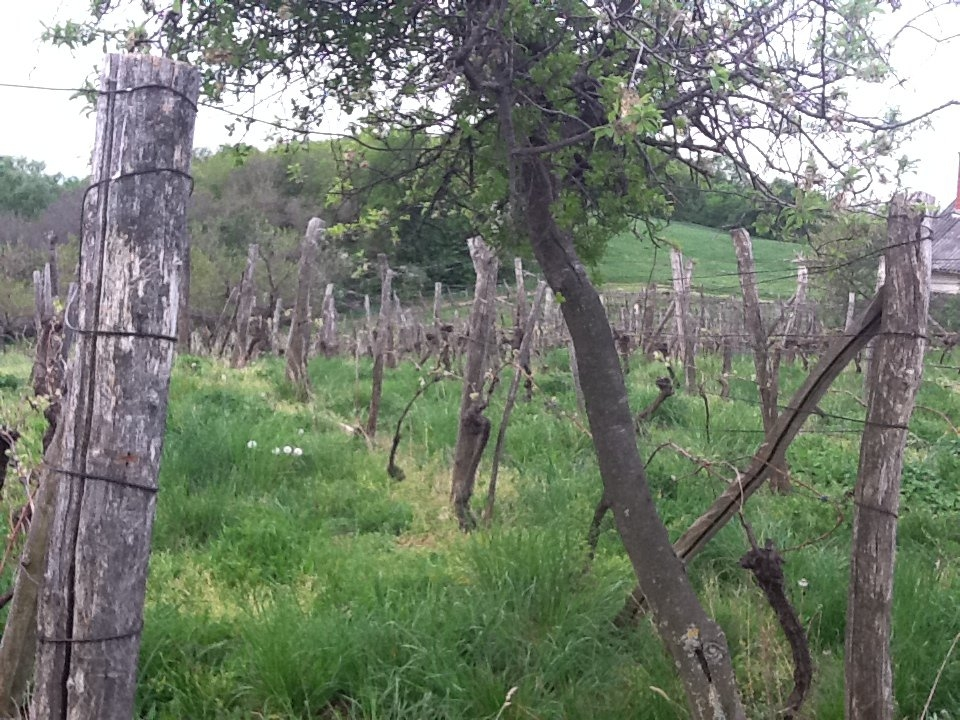
Szőlők a hosszúhetényi oldalon

Fokozottan védett, ritka madaraink közül a Zengőn él, vagy költ a kuvik, itt vadászik a darázsölyv és a békászósas. Rajtuk kívül rengeteg védett madár- és emlősfaj él és táplálkozik a hegyen (szarvas, őz, vaddisznó, és más kisállatok). Fokozottan védett emlősállat itt élő a nagy patkósdenevér és a csonkafülű denevér. Valamennyi itt élő hüllő és kétéltű is védett.

## A lokátorterv
1996 májusában merült fel első alkalommal, hogy a Zengőre lokátor épüljön. A terveket 1997 márciusában a Környezetvédelmi Főfelügyelőség elutasította.
2000 körül nagy, országos és nemzetközi visszhangot kiváltó vitákat szült az a kormányzati terv, hogy a Zengő tetejére NATO lokátort kívántak telepíteni. A terv a helyiek és nemzetközi környezetvédő szervezetek – a Zengő Koalíció – erős, a médiában nagy figyelemmel kísért ellenállásán végül megfeneklett, és a kormány úgy döntött, hogy a Pécshez közeli, a Zengőnél alacsonyabb Tubesen építik meg a radart. Ezt az ötletet is komoly tiltakozások kísérték, így 2011-ben Medina lett a tervezett új helyszín.
A küzdelem emlékezetes állomása volt 2004 telén a zengő-hegyi csata, amelyről a helyiek azóta is évente megemlékeznek. A lokátor ellen küzdő helyi Civilek a Zengőért mozgalom a rendszerváltozás óta eltelt időszak egyik legsikeresebb, példaértékű magyar környezetvédő szervezete lett. A Zengő-lokátor ellen foglalt állást – a magyar értelmiségiek széles köre mellett – Sólyom László későbbi köztársasági elnök is, aki azelőtt is és azóta is többször kirándult az általa szeretett Zengőn és környékén.

## Élő népszokások

### A húsvéti bárányles
A hegyhez kötődő egyik ma is élő hosszúhetényi népszokás a húsvéti bárányles. A szokás történelmi magyarázata, hogy az első világháború idején orosz hadifogságba került helyiek megfogadták, hogy ha kiszabadulnak és hazakerülnek, hálából minden évben egyszer felzarándokolnak a Zengőre. Ha így volt, a fogadalmat tevők már mind meghaltak, utódaik mégis minden húsvét hajnalban megteszik az utat a hegy oldalában, az erdőben 1850 körül emelt kereszthez, amely a csúcstól mintegy háromszáz méterre, az északnyugati hegyoldalon áll. A helyiek „Bocz-kereszt” néven ismerik a helyet, a régebbi keresztet 1918-ban felújíttató hadifogolyról, akinek leszármazottai és rokonai ma is Hosszúhetényben élnek.
A történet régi változata az, hogy húsvét éjjelén egy vándor – a helyi mese szerint az első betelepülő Bocz –, aki hosszúhetényi szerelméhez tartott, eltévedt a hóviharban. Már majdnem megfagyott, amikor megjelent neki Isten báránya és megmutatta neki az utat le a hegyről.
A báránylesen csak férfiak vesznek részt.

### Egyéb hegyi séták
Ismeretlen eredetű hagyomány, hogy az év utolsó napján a hosszúhetényiek és a túloldalon élő pécsváradiak felmennek a hegyre, és ott találkoznak. Ezen kívül még augusztus 20-án is fel szoktak menni a helyiek a hegyre, és ott tábortüzet gyújtanak.

## A Zengőhöz kötődő mondák
A bárány mondáján kívül számos történet kapcsolódik a hegyhez. Az egyik szerint a pécsváradi vár altemploma alól ősi alagút indul, ami felnyúlik egészen a Zengővárig. A néphagyomány szerint az alagút sokszor adott menedéket bujdosóknak, legutóbb az 1848-as forradalom üldözöttjeinek.
A Zengő mondájaként ismert történet szerint minden évben egyszer, a virágvasárnapi mise idején megnyílik a hegy gyomra. A hegy felmorajlik, amit a bennrekedt kincskeresők kiabálása okoz, illetve azé a kincskereső asszonyé aki a hegy gyomrában felejtette a csecsemőjét és ettől megőrült. A monda szerint a hegynek tündére vagy szelleme is van. A morajlás után néhány napra a hagyomány szerint nagy szél, ítéletidő támad, amit csak a Püspökszentlászlón valamikor élt öreg remete harangja csillapíthat le.
A Zengővárt Miklósvár néven is ismeri a helyi hagyomány, és hozzá valamint a közelben lévő Márévárhoz kötődik az előzőekben már leírt szomorú legenda.
Püspökszentlászló eredetmondája szerint Szent László király egy alkalommal amikor a Mecsekben vadászott, egy völgyben lelt menedéket ahol ennek emlékére kápolnát alapított, ami köré falucska nőtt.

## Nevezetességei

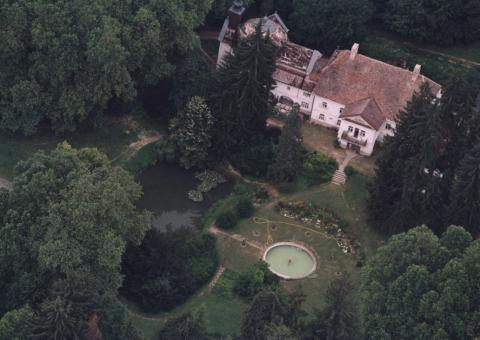
A püspökszentlászlói kastély és arborétum madártávlatból

- A Fájdalmas Anya, a Zengő Szentséges Csillaga búcsújáró helye Hosszúheténytől három kilométerre, Püspökszentlászló közelében – apró kápolna Kis György faragott fehér mészkő Fájdalmas Szűz Piéta szobrával.
- A bárányles keresztje a Püspökszentlászló felőli oldalon.
- A püspökszentlászlói püspöki kastély (ahol valamikor Mindszenty Józsefet tartották fogva), arborétum és a Vácz Jenő alapította Életrendezés Háza
- A kastély fölötti Szent László-szobor (Csukás Zoltán 1903-as alkotása)
- A pusztabányai üveghuta-maradványok
- A hosszúhetényi borbélymúzeum és az üvegmúzeum
- A hosszúhetényi tájház
- A hosszúhetényi pincefalu
- Bocz Gyula köztéri szobrai Hosszúhetényben, köztük a Hetény vezér
- Máriakép a hosszúhetényi völgyben
- A zengővárkonyi szelídgesztenyés
- A zengővárkonyi szalmamúzeum, Míves Tojás Gyűjtemény és tájház
- A pécsváradi vár
- A Dombay-tó
- A Zengővár
- A Zengő-kilátó a természetes környezettel kontrasztban álló látványt nyújtó beton torony, de a tetejéről szép panoráma nyílik a Mecsekre. 1978-ban készült geodéziai mérőtoronynak. Az első kilátót ezen a helyen 1895. június 23-án avatták. Terstyánszky László közalapítványi főerdész támogatásával épült, később azonban összedőlt. A helyén 1929-ben a Földművelésügyi Minisztérium állíttatott új tornyot.

## A Zengőhöz kötődő híres emberek

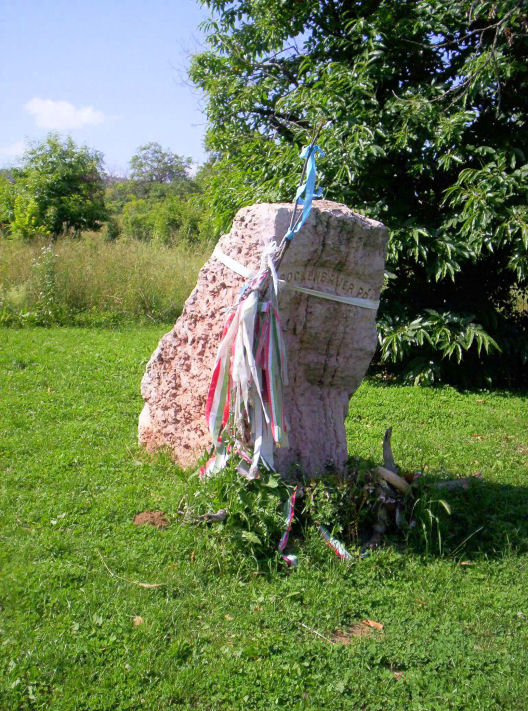
Rockenbauer Pál sírja a zengővárkonyi szelídgesztenyésben, a hegy oldalán

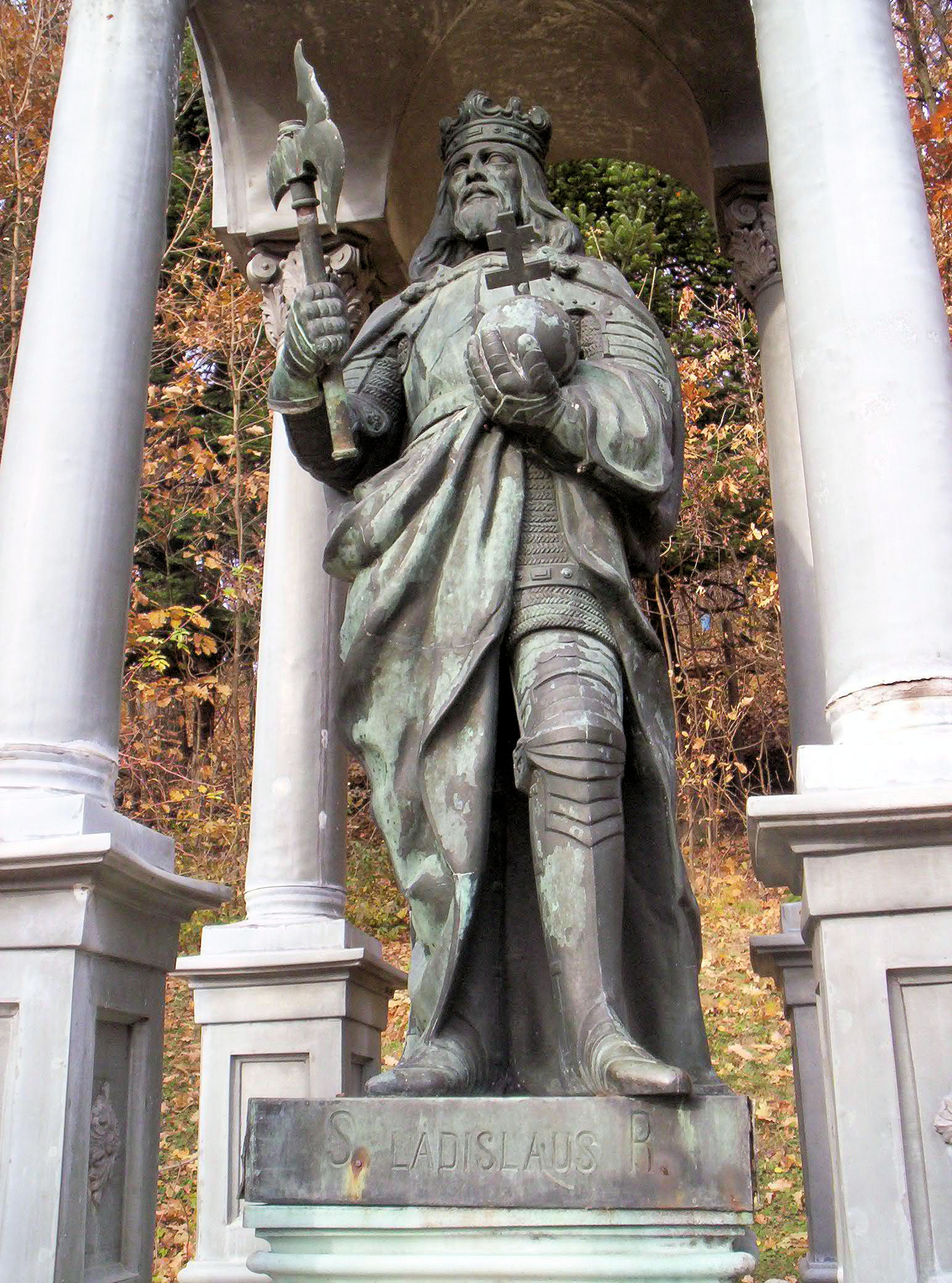
A csatabárdos László szobra Püspökszentlászlón

- Káplár László újságíró
- Kodolányi János író
- I. László király
- Rockenbauer Pál természettudós
- Sólyom László köztársasági elnök

## Rendezvények
- A Zengő-csata éves emléktúrája február elején.
- Az éves Bazsarózsa-túrák, vagy Peónia-túrák a bánáti bazsarózsa virágzása idején, április-májusban.
- A püspökszentlászlói búcsú júliusban.